# 城戶久枝
城戶久枝（きど・ひさえ,1976年-）日本愛媛縣出生，自由寫作作家。
日本愛媛縣松山南高等中學，日本德島大學畢。1997年大學求學中，以日本公費留學生名義，前往中華人民共和國長春吉林大學留學兩年，主修漢語及近代中日關係史。曾任職於日本出版社。
孫玉福（日本名：城戶幹）之二女。孫玉福乃戰時於滿洲失散的遺華日僑（中國殘留孤兒），4歲時為中國人傅淑琴收養。後因在戶籍欄填寫「日本民族」出身，兩次大學入學考試失敗後，積極寫信給日本紅十字學會，請求協助尋找日本親人，終於在1970年回到日本，與曾任滿洲軍第一師高級軍官的生父城戶彌三郎團聚。
城戶久枝以其父親孫玉福及自身留學中國的經歷，出版了《遠離那場戰爭後》『あの戦争から遠く離れて』一書。並獲得第39回大宅壯一非小說獎，第30回講談社非小說獎。日本NHK電視台根據該書同中國共同製作電視劇「遥远的羁绊」，2009年4月於NHK電視台週六劇場中分六次播出。
城戶久枝並積極參與「殘留日本人」，向日本政府訴訟求償活動。

## 著作
- 『あの戦争から遠く離れて―私につながる歴史をたどる旅』 (単行本)

《遠離那場戰爭後》
- 『長春発ビエンチャン行―青春各駅停車』
- 『祖国の選択―あの戦争の果て、日本と中国の狭間で』
- 『黒島の女たち―特攻隊を語り継ぐこと』

## 相關項目
- 遺華日僑
- 大地之子

## 外部連結
- 讀城戶久枝的《遠離那場戰爭後》
- 「父・孫玉福」城戸久枝